# Adolfo Magrini (pittore)
Adolfo Magrini (Ferrara, 10 luglio 1874 – Milano, 9 aprile 1957) è stato un pittore, illustratore e scenografo italiano.

## Biografia
Nacque a Ferrara dall'avvocato Paolo e da Elisa Orlandini, con la quale visse, rimasta vedova, assieme allo zio paterno Leone nel rossettiano palazzo Mazzuchi in Piazza Ariostea.
Spesso confuso con l'omonimo architetto, studiò dapprima alla scuola Dosso Dossi di Ferrara, allievo di Longanesi, e compagno di studi di Oreste Forlani, si perfezionò poi all'Accademia di belle arti di Napoli tra il 1892 ed il 1894 sotto la guida di Domenico Morelli e Filippo Palizzi. Rientrato a Ferrara, contaminò la luce dell'acceso tardo-romanticismo di Morelli con la spigolosità mitteleuropea dei maestri tedeschi ed austriaci, tra cui von Stuck, Klinger, Klimt e Böcklin e, entrando in contatto con il letterato Domenico Tumiati, elaborò una reinterpretazione della Marfisa, articolata sulla leggenda narrata da Tumiati.
Trasferitosi definitivamente a Milano si dedicò a pittura, decorazione, scenografia, incisione, monotipia e grafica applicata. Da questa città, risultano essere inviate le lettere al concittadino Pietro Niccolini col quale elaborò nel 1910 la grafica del manifesto dell'esposizione del Consorzio delle Bonifiche e la medaglia commemorativa. Queste opere sono da considerarsi tra le più precoci manifestazioni dell'influsso di Klimt sull'arte italiana.La manifestazione, rimasta famosa, si svolse nei pressi della stazione ferroviaria, in effimeri padiglioni liberty progettati da Ciro Contini e decorati da Arrigo Minerbi.
Magrini morì a Milano a causa di un infarto.

## Opere

### Pittura
- La principessa Marfisa scompariva stretta fra i suoi rimorsi, opera a tempera, presentata alla Biennale di Venezia del 1899; nel 1897, un suo lavoro con lo stesso soggetto fu esposto ad una collettiva a Palazzo dei Diamanti[6]
- Ritratto di Oreste Forlani, 1897, olio su tela, Ferrara, collezione privata[5]
- Opere a tema ariostesco, tra cui Fiordiligi e Brandimarte, 1920 ca.[4]
- La Bonifica, Esposizione del Cinquantenario, Roma, 1911[1][10]
- La Vergine col Bambino con S. Egidio abate e S. Giorgio guerriero, dipinto ad olio, offerto dall'autore al nuovo santuario di Sant'Egidio e distrutta da un incendio bellico nell'aprile del 1945[1]
- Ritratto equestre del generale Raimondo Montecuccoli[1] conservato al Museo d'arte moderna e contemporanea Filippo de Pisis
- Sacra Famiglia, Parsifal e illustrazioni per l'Iliade, conservate a Ro Ferrarese presso la Fondazione Cavallini-Sgarbi[11]
- Folklore marchigiano: la grande pentola, ex collezione Carife,[1] ispirata ad un racconto di Fabio Tombari[4]
- Opere riguardanti Don Chisciotte, tra cui Don Chisciotte e Sancho Panza incontrano tre contadine, olio su cartone[4]
- Composizione floreale, olio su compensato[4]
- Oggetti erotici quali Leda e il cigno, Nudo di schiena, La corte di Cleopatra, Nudo femminile di schiena, Volto femminile, Nudo femminile nel paesaggio.[12]

### Decorazione
- Pannelli per il Teatro Carlo Felice.[6]

### Illustrazione
Attività alla quale si dedicò per oltre mezzo secolo, assieme alla pittura da cavalletto, nella cui produzione si ricordano:
- Il volume, anche in gran parte scritto, Leggende cavalleresche[13][1][10]
- Molte illustrazioni per la Divina Commedia, ediz. Alinari, Firenze 1902-1903[14]
- Le copertine per i volumi Ferrara a Gerolamo Frescobaldi (1908)[15] e di Re Carlo Alberto (1909)[6]
- Giovane Italia (1910) di Tumiati assieme alle illustrazioni per la Divina Commedia (1902-1903),[4] i cui bozzetti presentò al Concorso Alinari del 1900, risultando nel primo decennio del Novecento, uno dei principali illustratori dell'edizione dell'opera, voluta dal fiorentino Vittorio Alinari.[1]
- Copertina con allegoria alla Fede per un volume dedicato a Gaetano Previati[1] raffigurante una vergine con un unicorno[4]
- La Ruota di Luppis, 1913
- La Mandragola di Niccolò Machiavelli, 1920
- Erotici, editore Quinteri, Milano, 1921[12]
- Mille e una notte, sette volumi, 1926
- Cyrano de Bergerac, 1928
- Il libro della giungla, 1930
- La pergamena conferita nel 1932 a Cesare Maria De Vecchi conte di Val Cismon[1]
- Le Fiabe dei Fratelli Grimm, 1937[16]
- Fiabe e racconti di Andersen, 1940
- La rivista L'Automobile di Milano.

Tali libri furono in prevalenza editi da Bietti.
Collaborò anche con la Domenica del Corriere, Novissima, La Lettura, Secolo XX e Romanzo mensile.

### Cartellonismo e scenografia
Oltre alle cartoline di carattere lirico-paesaggistico stampate da Alberto Grubicy, fratello di Vittore (mercante sia suo che di Previati col quale espose in diverse occasioni), vi sono:
- Manifesti per la Mostra di Segantini, Milano, 1906
- La città di Parma, 1907
- Mostra delle Bonifiche di Ferrara, 1910
- Guerin Meschino, commedia di Tumiati, 1910, di cui curò anche la scenografia[1]

editi da Chappuis e da Ricordi. Riguardo allo stile, è palese il collegamento ai modi della grafica simbolista tedesca, fra von Stuck e Böcklin reinterpretati in chiave "italica" neo-michelangiolesca.
Magrini fu inoltre autore di diverse scenografie per opere alla Scala.

## Altre attività
Si occupò anche di traduzione e fu autore di diversi articoli riguardanti l'arte.
Editò per diverse case editrici, oltre alle già citate: società Campari, Zanichelli, S. E. I. e Formiggini.

## Esposizioni
Oltre alle già citate e nonostante risiedesse a Milano, espose con assiduità alle rassegne della Benvenuto Tisi Gli fu dedicata a Ferrara una personale nel 1928.